# Henger SV
Der Henger SV ist ein Sportverein aus dem Oberpfälzer Markt Postbauer-Heng. Der Verein wurde ursprünglich als Fußballverein gegründet. Heute verfügt der Verein über weitere Abteilungen für Badminton, Fahrrad, Gymnastik/Aerobic, Judo, Kegeln, Kraft-Fitness, Schützensport, Skisport, Tanzen, Tischtennis und Volleyball sowie eine Herzgruppe.

## Fußball
Der Verein spielte seit seiner Gründung mit seiner ersten Herrenmannschaft fast ausschließlich in den unteren Ligen des Fußballkreises Neumarkt. 2003 stieg er in die Bezirksliga Mittelfranken auf, schon ein Jahr später folgte wieder der Abstieg.
Größter sportlicher Erfolg war 1979 die Qualifikation für den DFB-Pokal. In der 1. Hauptrunde unterlag man auf eigenem Platz dem Zweitligisten SC Fortuna Köln mit 0:4.

## Bekannte Trainer und Spieler
- Joe Zinnbauer 2004–2005 – ehemaliger Fußballprofi beim KSC und Cheftrainer Hamburger SV, St. Gallen (Schweiz)
- Thomas Ziemer 2005–2006 – ehemaliger Fußballprofi unter anderem 1. FCN, FSV Mainz, 1860 München, Hansa Rostock
- Ulf Metschies 2006–2008 – ehemaliger Fußballprofi unter anderem VfL Osnabrück, Eintracht Braunschweig,  1. FCN

- Rackl Ludwig (Luggi) ehemaliger Torjäger der A-Klasse Neumarkt – Stürmer im Pokalspiel gegen Fortuna Köln